# Anna Kamieńska
Anna Kamieńska (12. dubna 1920 Krasnystaw – 10. května 1986 Varšava) byla polská básnířka, spisovatelka, překladatelka a literární kritička; autorka knih pro děti a mládež. Překládala mimo jiné z ruštiny, bulharštiny, běloruštiny, slovenštiny, srbochorvatštiny, latiny a hebrejštiny.

## Život
Narodila se do rodiny Tadeusze Kamieńského, úředníka, a Marie Romany rozené Cękalské. Otec zemřel brzy, a tak tíha výchovy čtyř dcer dopadla na matku. Do školy chodila v Lublinu. Bydlela u svých prarodičů ve Świdniku u Lublinu. Přátelila se s Julií Hartwigovou.
Své první pokusy o poezii udělala ve věku asi 14 let. Debutovala pod záštitou Józefa Czechowicze v roce 1936 v „Płomyczku“, ve kterém byly otištěny dvě její básně. Za její oficiální debut je považována publikace v „Odróżeń“ v roce 1944. Od roku 1937 studovala na střední pedagogické škole ve Varšavě. Během nacistické okupace pobývala v Lublinu a vesnicích poblíž Lublinu a studovala v tajných třídách. Poté, co získala středoškolské závěrečné zkoušky na konspirativně fungující humanistické střední škole v Lublinu, studovala samostatně polonistiku a složila zkoušky na tajné Varšavské univerzitě. Po válce studovala klasickou filologii - nejprve na Katolické univerzitě v Lublinu a poté na univerzitě v Lodži.
Během své profesní kariéry byla spojena s kulturním týdeníkem „Wieś“ (v letech 1946-1953 byla trvale zaměstnána v redakci), týdeníkem „Nowa Kultura“ (v letech 1950-1963 členkou redakční rady, v letech 1953-1957 redaktorkou redakční rubriky) a měsíčníkem „Twórczość“, ve kterém bylo od roku 1986 členka redakce. V polovině 50. let také začala psát díla pro děti a mládež.
V roce 1948 se provdala za básníka a překladatele Jana Śpiewaka, se kterým měla dva syny: Jana Leona (1949–1988), novináře („Powściągność i Praca“), spisovatele a sociálního aktivistu, a Pawla (1951–2023), sociologa.
Anna Kamieńska a její manžel překládali ruskou poezii a dramata a provedli četné knižní úpravy. V roce 1967 manžel onemocněl rakovinou a 22. prosince téhož roku zemřel. Anna Kamieńska se po několika letech stala dominikánkou terciářkou a chodila přednášet do seminářů. Od roku 1975 se účastnila Týdnů křesťanské kultury, pořádaných v hlavním městě Biskupskou komisí pro obecnou pastoraci. V prosinci 1975 byla signatářem protestu proti změnám ústavy Polské lidové republiky. Dne 20. srpna 1980 podepsala výzvu 64 vědců, spisovatelů a publicistů komunistickým úřadům, aby vstoupily do dialogu se stávkujícími dělníky.
Zemřela 10. května 1986 ve Varšavě, pohřbena je na hřbitově Powązki.

## Dílo (výběr)

### Sbírky básní
- Wychowanie (KiW 1949)
- O szczęściu (Czytelnik 1952)
- Bicie serca (Czytelnik 1954)
- Pod chmurami (Czytelnik 1957)
- Poezje wybrane (Czytelnik 1959)
- W oku ptaka (PIW 1960)
- Źródła (PIW 1962)
- Rzeczy nietrwałe (Czytelnik 1963)
- Odwołanie mitu (PIW 1967)
- Biały rękopis (Czytelnik 1970)
- Wygnanie (PIW 1970)
- Poezje wybrane (LSW 1971)
- Herody (LSW 1972)
- Poezje wybrane (Czytelnik 1973)
- Drugie szczęście Hioba (PIW 1974)
- Milczenia (WL 1979)
- Rękopis znaleziony we śnie • Básně z let 1973–1975 (Czytelnik 1978)
- Wiersze jednej nocy (LSW 1981)
- Anna Kamieńska • Výběr z básní (Czytelnik 1982)
- Raptularz wojenny (b.w. 1982)
- Pierwszy śnieg • Świadkowie (Correspondance des Art 1983)
- W pół słowa • Básně z let 1970–1980 (Czytelnik 1983)
- Dwie ciemności • Výběr básní (W drodze 1984)
- Przyjdź Królestwo (b.w. 1984)
- Nowe imię (Epideixis 1987)
- Milczenia i psalmy najmniejsze (WL 1988)
- Nie tylko o Sandomierzu (Oficyna Jędrzejowska 1990)
- Pisz o kamieniu (PAX 1995)
- Inne miejsca (W drodze 1996)
- Z jiskry a prachu. Překlad František Xaver HALAŠ, ilustrace Eva PROKOPCOVÁ. Vydání první. České Budějovice: Xaver Halaš ve spolupráci s Literární kavárnou Měsíc ve dne, 2020. 253 stran. ISBN 978-80-270-7939-1.[5]
- Jasność w środku nocy (PIW 2001)
- Wiersze przemilczane (Wydawnictwo KUL 2008)

### Básně, příběhy a romány pro děti
- Słoneczny lizak (wiersze) (Czytelnik 1960)
- Zajęczy pałac (wiersze) (Czytelnik 1962)
- Pod jabłonią (wiersze) (Ruch 1966)
- Dębowa kołyska (wiersze) (Ruch 1967)
- Samowarek mojego dziadka (opowieść) (NK 1967)
- W Nieparyżu i gdzie indziej (powieść) (NK 1967)
- Rozalka Olaboga (powieść) (NK 1968)
- Są takie wyspy (powieść) (NK 1970)
- W królestwie Plastelinii (wiersze) (Ruch 1970), ve slovenském překladu vyšlo v roce 1971[6]
- Żołnierze i żołnierzyki (powieść) (NK 1971)
- Jaworowi ludzie (wiersze) (Ruch 1973)
- Wielkie małe rzeczy (opowieść) (Czytelnik 1974)
- Sześciopiętrowy dzień (opowieść) (KAW 1975)
- Świat się ciągle zaczyna (opowieść) (Czytelnik 1975)
- Marianna (opowieść) (Czytelnik 1980)
- Dom w domu (opowieść) (NK 1982)
- Wiersze dla dzieci (Siedmiogród 2000)